# Albert Eitel (Landrat)
Albert Eitel (* 30. Juli 1887 in Friedrichshafen; † 17. Juli 1962) war ein deutscher Landrat.

## Leben
Eitel, Sohn eines Oberamtsgeometers und katholischer Konfession, studierte Rechtswissenschaften in Tübingen, München, Berlin und Kiel. Er legte 1914 die erste und 1920/21 die zweite Staatsprüfung ab.
Danach trat er in die württembergische Innenverwaltung ein. Zum 1. Mai 1933 schloss er sich der NSDAP an (Mitgliedsnummer 3.219.905). Er leitete als Landrat das Oberamt Wangen von 1933 bis 1938. Zugleich leitete er von 1937 bis 1938 den Kreis Leutkirch als Amtsverweser. Von 1938 bis 1942 leitete er den Landkreis Horb, zunächst als kommissarischer und ab 1941 als planmäßiger Landrat. 1938 war er zugleich Amtsverweser in Sulz. Von 1942 bis zu seiner krankheitsbedingten vorzeitigen Zurruhesetzung wurde er im Wirtschaftsministerium verwendet. Von 1945 bis 1946 wurde er von der französischen Militärregierung als kommissarischer Landrat in Horb eingesetzt.